# Palaeosafia hoenei
Palaeosafia hoenei är en fjärilsart som beskrevs av Max Wilhelm Karl Draudt 1950. Palaeosafia hoenei ingår i släktet Palaeosafia och familjen nattflyn. Inga underarter finns listade i Catalogue of Life.